# Pulas underjordiska tunnlar
Pulas underjordiska tunnlar (kroatiska: Pulski podzemni tuneli, italienska: I tunnel sotterranei di Pola) är ett underjordiskt tunnelsystem i Pula i Kroatien. Det drygt 40 kilometer långa systemet av sammanbundna tunnlar sträcker sig under stora delar av staden, inklusive gamla stan, och utgör en underjordisk förbindelse mellan flera av stadens fortifikationer. Tunnelsystemet byggdes ursprungligen av de österrikisk-ungerska myndigheterna inför och under första världskriget med syfte att tjäna som skyddsrum och ammunitionslager. Idag är en sektion av tunnelsystemet (Zerostrasse) öppen för allmänheten och används bland annat som utställningslokal. 

## Historik
Vid 1800-talets mitt hade Pula utsetts till den österrikiska krigsflottans bas. Marinens närvaro och stadens nya betydelse som flottbas ledde till att ett försvarssystem av fortifikationer uppfördes medan äldre redan existerande befästningar förstärktes. I slutet av 1800-talet hade Pulas invånarantal nästan tiodubblats. Människor från alla samhällsskikt levde och arbetade i staden. Förutom civilbefolkningen bodde ett stort antal soldater och högkvalificerade yrkesverksamma som arbetade för marinen i Pula.
Inför det annalkande första världskriget inledde de då österrikisk-ungerska myndigheterna arbetet med att gräva ut och skapa ett omfattande tunnelsystem som skulle tjäna som skyddsrum, ammunitionslager, kommunikationslinje och förbindelselänk mellan stadens fortifikationer. Arbetet med tunnlarna fortgick även sedan kriget år 1914 brutit ut. Tunnelsystemet blev ett nätverk som nådde ut till stora delar av Pula och kunde rymma mer än 50 000 människor vilket gott och väl innefattade den dåtida stadens befolkning. Efter första världskriget fortsatte de italienska myndigheterna att använda, förstärka och bygga ut tunnelsystemet. Tunnlarna  användes som skyddsrum även under andra världskriget. Efter kriget lät de då jugoslaviska myndigheterna förstärka systemet med atomskyddsrum som skulle kunna skydda civilbefolkningen från radioaktiva stridsmedel.          

## Zerostrasse
Zerostrasse, egentligen tunnelskyddsrum nr. 12, är en del av Pulas underjordiska tunnlar och den enda sektionen av tunnelsystemet som är öppen för allmänheten. Den används bland annat som utställningslokal och sorterar inom Sjöhistoriska museets verksamhetsområde. Ingångar till Zerostrasse finns vid Sjöhistoriska museet som är beläget i Pulaborgen samt vid Dubbelporten och gränden Uspon Pavla Đakona. 

### Beskrivning
Zerostrasse består av fyra tunnelgångar som löper under den centrala höjden Kaštel i gamla stan. Tunnelsystemet har formen av ett kryss. De fyra tunnelgångarna löper samman i en större oval hall som är belägen under Pulaborgen. Endast de två nordliga tunnelgångarna som leder till den ovala hallen är öppna för allmänheten. Deras totala längd uppgår till drygt 400 meter. Tunnelgångarna är drygt 3–6 m vida och 2,5 meter höga. De fyra ingångarna (varav två är plomberade) till Zerostrasse placerades ursprungligen så att de skulle möjliggöra ett konstant flöde av luft till hela systemet. Beroende på årstid varierar lufttemperaturer i tunnelgångarna mellan 14 och 18 °C.  Enbart tunnelsystemet under Kaštel-höjden kunde rymma cirka 6 000 personer.